# نعناع آلاياوي
نعناع آلاياوي (الاسم العلمي:Mentha alaica) هو نوع من النباتات يتبع جنس النعناع من الفصيلة الشفوية.